# مصطفی بطاش
مصطفی بطاش (انگلیسی: Mustapha Bettache; ۲۰ ژانویهٔ ۱۹۳۱ – ۱۳ اکتبر ۲۰۰۵) بازیکن فوتبال اهل مراکش بود.
از باشگاه‌هایی که در آن بازی کرده‌است می‌توان به باشگاه فوتبال نیم المپیک و باشگاه فوتبال الوداد کازابلانکا اشاره کرد.
وی همچنین در تیم ملی فوتبال مراکش بازی کرده‌است.